# Daniel González
Daniel Enrique González Orellana (Arica, 20 de fevereiro de 2002) é um futebolista chileno que atua como zagueiro. Defende atualmente o Universidad Católica.

## Carreira

### Santiago Wanderers
Foi jogar nas categorias de base do Santiago Wanderers. González estreou profissionalmente em 4 de maio de 2019 ante Deportes Melipilla. Em 25 de novembro do 2020, marcou seu primeiro gol a nível profissional contra  Audax Italiano.

### Universidad Católica
Em 30 de maio de 2022 foi apresentado como novo reforço da Universidad Católica até dezembro de 2025.

## Seleção Nacional
González representou o time sub-15 do Chile no Sul-Americano Sub-15 de 2017 no Argentina, o sub-17 no Sul-Americano de Futebol de 2019 no Chile, e no Copa do Mundo FIFA Sub-17.
Foi convocado pela primeira vez para defender a seleção principal do Chile em da Copa América de 2021. Estreou pela Seleção Chilena principal em 26 de março de 2021 em partida contra a Bolivia.

## Títulos
Santiago Wanderers
- Primera B: 2019